# مدرسة بنفشة (بغداد)
مدرسة بنفشة أو المدرسة الشاطئية مدرسة تاريخية يعود تأسيسها إلى العصر العباسي في بغداد، وتحديداً عام 1174 م / 570 هـ. تم بناؤها للمذهب الحنبلي على يد السيدة بنفشة، وهي زوجة الخليفة المستضئ بأمر الله.  وكانت تقع في باب الأزج في الجانب الشرقي من المدينة.  وكان من أهم من درّس فيها الفقيه إبن الجوزي.  كما حضر فيها قاضي القضاة وحاجب الباب وفقهاء بغداد. إلا أن المدرسة لم تعد موجودة اليوم.